# Ден Ауден, Вилли
Виллемейнтье (Вилли) ден Ауден (нидерл. Willemijntje "Willy" den Ouden, 1 января 1918 — 6 декабря 1997) — нидерландская пловчиха, олимпийская чемпионка и чемпионка Европы.

## Биография
Родилась в январе 1918 года в Роттердаме. Отец — Антониюс Виктор Йозефюс ден Ауден, мать — Виллемейнтье Кёйперс. Оба родителя был родом из Роттердама, они поженились в феврале 1916 года.
Уже в 1931 году стала чемпионкой своего клуба, а затем завоевала золотую и серебряную медали чемпионата Европы. В 1932 году, в возрасте 14 лет, приняла участие в Олимпийских играх в Лос-Анджелесе (где стала самой молодой участницей) и завоевала две серебряные медали. В 1933 году впервые побила мировой рекорд. В 1934 году стала обладательницей двух золотых и одной серебряной медалей чемпионата Европы. В 1936 году на Олимпийских играх в Берлине стала обладательницей золотой медали в эстафете 4×100 м вольным стилем, а в личном первенстве на дистанции 100 м вольным стилем была 4-й. В 1938 году завоевала серебряную медаль чемпионата Европы.
14 мая 1940 года дом, где она жила с родителями, был уничтожен во время немецкой бомбардировки Роттердама; были потеряны все её медали и призы. Она бежала в США, а затем в Великобританию, где в октябре 1943 года в Лондоне вышла замуж за Густава Стаффана Боссон, сына шведского дипломата. После Второй мировой войны жила в Швеции, после развода вернулась в Нидерланды. Работала в магазине мехов, ещё два раза выходила замуж.
В 1970 году внесена в Международный зал славы плавания.
Умерла 6 декабря 1997 года в возрасте 79 лет.